# 纳直乡
纳直乡，是中华人民共和国广西壮族自治区河池市天峨县下辖的一个乡镇级行政单位。

## 行政区划
纳直乡下辖以下地区：
纳直村、下景村、百河村、那里村和当里村。